# 레오니다스 랑가키스
레오니다스 랑가키스(그리스어: Λεωνίδας Λανγκάκης)는 그리스의 사격 선수이다. 그는 아테네에서 열린 1896년 하계 올림픽에 참가했다.
랑가키스는 자유소총 종목에 참가했다. 그는 경기를 끝내지 못했다.